# Venera 9
Venera 9 (Венера-9), designat pel fabricant com : 4V-1 No. 660, era una missió espacial no tripulada a Venus de l'URSS. Estava formada per un orbitador que romania en órbita al voltant del planeta i una altra part que aterrava a la superfície de Venus. Va ser llançat el 8 de juny del 1975 a les 02:38:00 UTC, amb una massa de 4,936 kg. L'orbitador era la primera sonda que va orbitar Venus, mentre que el mòdul d'aterratge va ser el primer a enviar imatges de la superfície d'un altre planeta.

## Orbitador
L'orbitador consistia en un cilindre amb dos planells solars montats com ales i una antena parabòlica subjectada a la superfície corva. Un compartiment en forma de campana que contenia els sistemes de propulsió anava subjectat a la part de baix del cilindre. Muntada a la part de dalt hi havia una esfera de 2,4 metres de diàmetre que contenia el mòdul d'aterratge (o "lander").
L'orbitador va entrar a l'òrbita de Venus el 20 d'octubre de 1975. La seva missió era fer de repetidor de comunicacions del mòdul d'aterratge i explorar les capes de núvols amb diversos instruments. Aquest tipus d'orbitador va ser inclòs en 17 missions diferents, del 26 d'octubre de 1975 fins al 25 de desembre de 1975.

### Llista d'instruments i experiments de l'orbitador
- Espectròmetre d'IR 1.6-2.8 μm
- Radiòmetre d'IR 8-28 μm
- Fotòmetre d'UV 352 nm
- 2 Foto-polarímetres (335-800 nm)
- Espectròmetre 300-800 nm
- EspectròmetreLyman-α H/D
- Radar Bistatic de mapeig
- Ocultacions radiofòniques CM, DM
- Magnetòmetre Triaxial
- Càmera d'UV 345-380 nm
- Càmera 355-445 nm
- 6 Analitzadors electroestàtics
- 2 Trampes d'ions de Modulació
- Detector de protons de baixa energia / Alfa
- Detector d'Electrons de baixa energia
- 3 Comptadors de Semiconductor
- 2 Comptadors de "gas discharge"
- Detector Cherenkov

## Mòdul d'aterratge
El 20 d'octubre de 1975, el mòdul d'aterratge es va separar de l'orbitador i va iniciar el descens. L'aterratge es va fer amb el Sol prop del zenit a les 05:13 UTC del 22 d'octubre. La Venera 9 va aterrar dins d'un 150 radi de km del punt  31°01′N 291°38′E / 31.01°N 291.64°E prop de la regió de Beta, en un costerut pendent (20° d'inclinació) cobert de roques (se sospita que era el pendent de la vall tectònica coneguda com a Aikhulu Chasma). L'esfera, a l'inici de l'entrada atmosfèrica, pesava 1,560 kg. Una cop a la superfície 660 kg.
Fou la primera astronau que va enviar a la terra una imatge de la superfície d'un altre planeta.
Es va fer servir un sistema de fluid circulant per distribuir el calor. Aquest sistema, més el pre-refredament previ a l'entrada atmosfèrica, va permetre que el mòdul d'aterratge funcionés durant 53 minuts després d'aterrar, a la vegada que es perdia el contacte per radio amb l'orbitador. Durant el descens, la dissipació de calor i deceleració va ser sequencialment aconseguit gràcies a les closques hemiesfériques de protecció, tres paracaigudes, un fre aerodinàmic en forma de disc i coixí metàl·lic d'aterratge comprimible i amb forma de dònut. L'aterratge es va produir a uns 2,200 km d'on aterraria la Venera 10.
La Venera 9 va mesurar els núvols de venus que teníen entre 30 i 40 km de gruix amb les bases entre 30 i 35 km d'altitud. També va detectar substàncies químiques presenta a l'atmosfera com l'àcid hydrochloric, l'àcid fluorhídric, el brom, o iode. Altres altres de les mesures que va pendre incloien la pressió de superfície (90 atmosferes - 9 MPa), la temperatura (485 °C), i els nivells de llum en superfície (essent aquests comparables als dels dies ennuvolats d'estiu a la terra en latituds mitjanes). La Venera 9 fou la primera sonda a enviar a la terra fotografies (qualitat televisió) en blanc i negre de la superfície de Venus. En elles es podien veure ombres, que no hi havia (aparentment) pols en suspensió, i una varietat de roques d'entre 30 i 40 cm que no semblaven erosionades. Les fotografies de 360 graus que es volien fer, no es van poder realitzar perquè la tapa de l'objectiu d'una de les dues càmeres no es va obrir, limitant-les a 180 graus. Aquest problema es va repetir amb la Venera 10.

### Components del mòdul d'aterratge[4]
- Sensors de temperatura i pressió
- Acceleròmetre
- Fotòmetre / d'IR visible - IOV-75
- Nefelòmetres - MNV-75
- Espectròmetre de masses P-11- MAV-75
- Telefotómetres panoràmics (2, amb llums)
- Anemòmetre - ISV-75
- Espectròmetre de raig gamma - GS-12V
- Densitòmetre de raig gamma - RP-75

## Processament d'imatge
Don P. Mitchell recentment va retrobar les dades originals de la Venera, mentre investigava el programa soviètic de Venus, i va aconseguir reconstruir les imatges emprant programari de processament d'imatge modern.